# الدوري الهولندي الدرجة الأولى 2018–19
الدوري الهولندي الدرجة الأولى 2018–19 هو موسم من الدوري الهولندي الدرجة الأولى. كان عدد الأندية المشاركة فيه 20، وفاز فيه تفينتي أنشخيدة.